# Fursaxa
Fursaxa (Fürsaxa) — это фрик-фолк-проект под руководством Тары Берк из Пенсильвании, США. Она начала свой собственный проект Fursaxa в 1999 году после распада её предыдущей группы UN. Тара Берк использует гитару, Casio, орган Farfisa, аккордеон, цимбалы, эффектный вокал, барабаны, колокольчики, флейты и кухонную раковину, не теряя при этом своей потусторонней сосредоточенности.
Она занимается музыкой с детства. Ее музыку сравнивают с сольными работами Нико и часто относят к исполнителям New Weird America. На тексты и настроение ее работ повлияли произведения средневекового мистика Хильдегарды фон Бинген, Владимира Набокова и Мирча Элиаде. Ее музыкальные влияния включают: уорлд-мьюзик, краут-рок, саундтреки к фильмам, минимализм, музыку Средневековья и эпохи Возрождения. Она записывалась со многими группами в качестве гостя или сайд-проекта, включая Acid Mothers Temple, коллег из Филадельфии Bardo Pond, Iditarod, Scorces, The Valerie Project и Six Organs of Admittance. Живые выступления в 2010 году привели к тому, что Fursaxa расширилась до трио, где Берк поддерживали арфистка Мэри Латтимор и виолончелистка Хелена Эспвалл, что достигло кульминации в появлении на музыкальном фестивале All Tomorrow's Parties (2010) в Монтичелло, штат Нью-Йорк. Берк и Эспвалл также записываются и выступают вместе как дуэт под названием Anahita.
Дебютный компакт-диск Mandrake (2000) спродюсировал и выпустил Кавабата из Acid Mothers Temple в Японии. С тех пор Fursaxa выпустила пять полноформатных альбомов на лейблах Ecstatic Peace!, Time-Lag Records, Eclipse Records, Last Visible Dog и ATP Recordings. Кроме того, самостоятельно было издано 3 CD на ее собственном лейбле Sylph Recordings. Летом 2008 года Fursaxa начала записывать свой седьмой полноформатный альбом Mycorrhizae Realm в студии Hexham Head в Филадельфии. Эта студийная запись — первая, так как все предыдущие релизы были записаны дома на четырехдорожечной магнитоле.

## Дискография
Смотри статью «Дискография Fursaxa» в англ. разделе.
- Immured LP, Sloowax (2016)
- Mycorrhizae Realm – CD & LP ATP Recordings (2010)
- Alone in the Dark Wood – CD, ATP Recordings & LP, Eclipse Records (2007)
- Amulet – CD, Last Visible Dog (2005)
- Lepidoptera – CD, ATP Recordings (2005)
- Madrigals in Duos – LP, Time-Lag Records (2004)
- Fursaxa – LP, Ecstatic Peace! (2002)
- Mandrake – CD, Acid Mothers Temple (2000) & LP, Eclipse Records (2004)